# Jurij Bartolomej Vega
El Barón Jurij Bartolomej Vega (se escribe correctamente también como Veha; y en latín Georgius Bartholomaei Vecha; en alemán Georg Freiherr von Vega) (23 de marzo de 1754 – 26 de septiembre de 1802) fue un matemático esloveno, físico y oficial de artillería. Su obra matemática es especialmente recordada por los procedimientos que desarrolló para el cálculo del número π, que determinó con 126 decimales correctos en 1789, logro que no fue superado hasta más de 50 años después.

## Semblanza

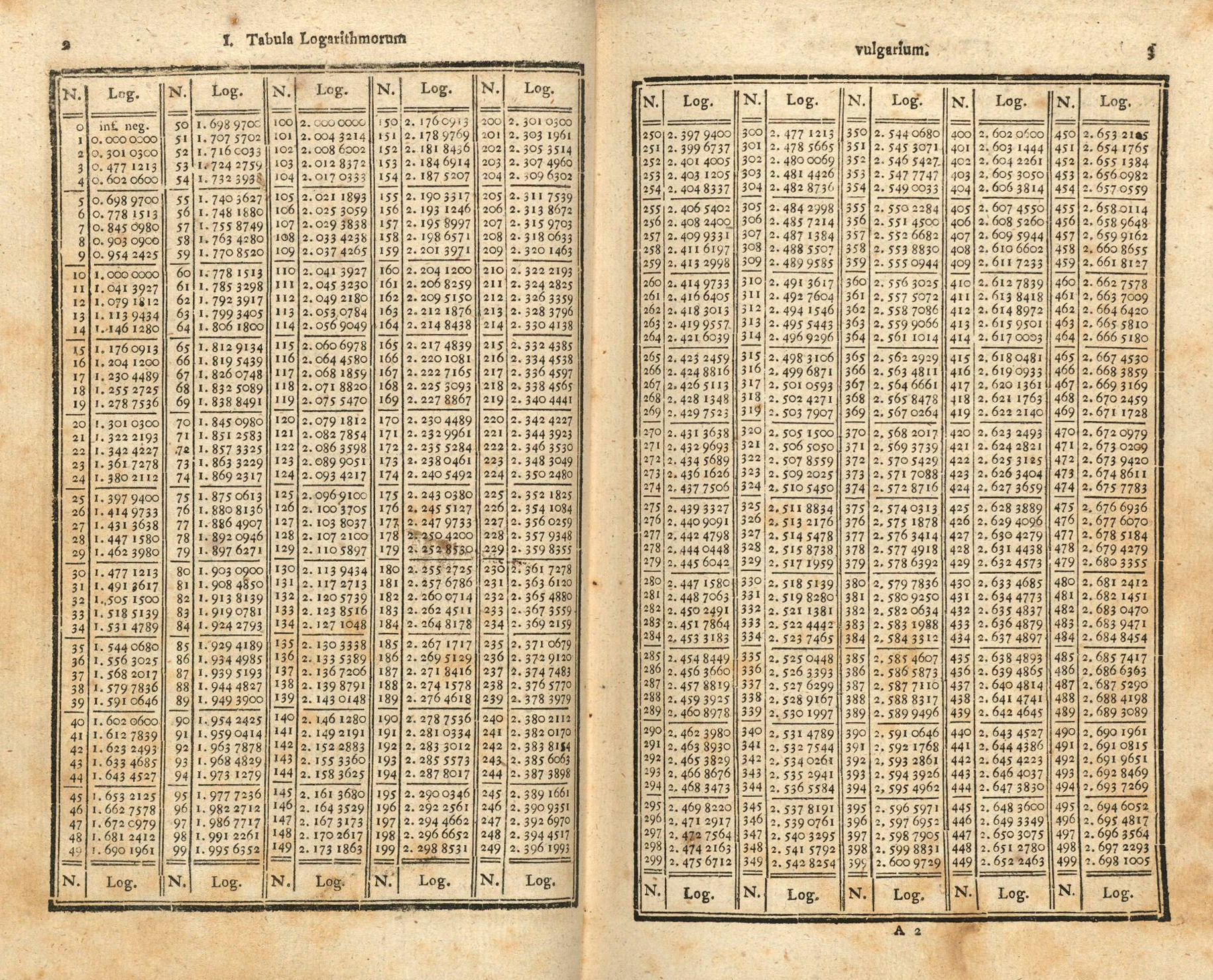
"Tabula logarithmorum vulgarium", 1797

Nacido en la familia de un granjero en el pequeño pueblo de Zagorica al este de Liubliana en Eslovenia, Vega tenía 6 años de edad cuando murió su padre Jernej Veha. Se educó primero en Moravče y después asistió a la escuela secundaria durante seis años (1767-1773) en un Colegio Jesuita de Liubliana, estudiando latín, griego, religión, alemán, historia, geografía, ciencia, y matemáticas. En aquella época el colegio contaba con unos 500 estudiantes; vega era un protegido de Anton Tomaž Linhart, un escritor e historiador esloveno. Terminó la escuela secundaria cuando tenía 19 años, en 1773. Después de terminar sus estudios en el Liceo de Liubliana se convirtió en ingeniero naval en 1775. "Tentamen philosophicum", una lista de preguntas para su presentación final, se ha conservado y está disponible en la Biblioteca Matemática en Liubliana. Los problemas cubren temas como lógica, álgebra, metafísica, geometría, trigonometría, geodesia, geometría del espacio, geometría de curvas, balística, y física general y especial.
Carrera militar
Vega dejó Liubliana cinco años después de su graduación, e ingresó en el ejército en 1780 como profesor de matemáticas en la Escuela de Artillería de Viena. En ese momento él comenzó a firmar su apellido como "Vega" (en vez de "Veha"). Cuando tenía 33 años, se casó con Josefa Svoboda  (1771-1800), una noble checa originaria de České Budějovice que tenía 16 años por entonces.
Participó en varias guerras. En 1788 sirvió a las órdenes del mariscal imperial austríaco Ernesto Gedeón von Laudon (1717-1790) en una campaña contra el Imperio otomano en Belgrado. Su comando de varias baterías de morteros contribuyó considerablemente a la caída de la fortaleza de Belgrado. Entre 1793 y 1797 combatió a los revolucionarios franceses bajo el mando del general austriaco Dagobert Wurmser (1724-1797) con la coalición europea en el lado austríaco. Combatió en Fort-Louis, Mannheim, Maguncia, Wiesbaden, Kehl, y Dietz. En 1795 tenía bajo su mando dos morteros de fundición con proyectiles de 30 libras (14 kg), con bases cónicas y una carga mayor, con un alcance de hasta 3000 metros. Los antiguos morteros de 60 lb (27 kg) tenían un rango de solamente 1800 m. El 22 de agosto de 1800, recibió el título de barón hereditario, el derecho a su propio escudo de armas y el grado de teniente coronel.
En septiembre de 1802 Vega fue reportado como desaparecido, aunque después de unos días de búsqueda su cuerpo pudo ser encontrado. El informe policial concluyó que fue un accidente. Se cree que murió el 26 de septiembre de 1802 en el Danubio junto a la localidad de Nußdorf, cerca de Viena.

## Obra
Vega publicó una serie de libros sobre tablas de logaritmos basados y corrigiendo la publicación de Adriaan Vlacq. El primero fue en 1783. En 1797 añadió un segundo volumen que contenía una colección de integrales y otras fórmulas útiles. Su manual fue publicado íntegramente en 1793. Su éxito fue tan grande que se publicó en diversos idiomas. Su obra más grande fue Zakladnica vseh logaritmov (Thesaurus Logarithmorum Completus o Tesoro de todos los logaritmos) que se publicó en 1794 en Leipzig.
Carl Friedrich Gauss empleó estas tablas frecuentemente y escribió haciendo referencia a ellas en algunos de sus cálculos a pesar de haber detectado algunos errores. Hoy en día puede observarse una copia original de estas tablas que perteneció a Charles Babbage en el Royal Observatory, de Edimburgo (1791-1871).
A lo largo de varios años, Vega escribió un libro en cuatro volúmenes "Vorlesungen über die Mathematik" (Conferencias sobre Matemáticas). El volumen I apareció en 1782 cuando tenía 28 años de edad, el volumen II en 1784, el volumen III en 1788 y el volumen IV en 1800. Sus libros de texto también contienen interesantes cuadros: por ejemplo, en el Volumen II se pueden encontrar expresiones para los senos de múltiplos de 3 grados, escrito en una forma fácil de trabajar.
Escribió al menos seis artículos científicos. El 20 de agosto de 1789 calculó el número π con 140 lugares, de los cuales los primeros 126 eran correctos, consiguiendo el valor más preciso hasta la fecha. Lo presentó a la Academia de Ciencias de Rusia en San Petersburgo en el cuaderno titulado V. razprava (La quinta discusión), donde había encontrado con su método de cálculo un error en el lugar 113 de la estimación realizada por Thomas Fantet de Lagny (1660-1733) en 1719, quien había alcanzado 127 posiciones decimales. Vega conservó su récord durante 52 años (hasta 1841) y su método se menciona todavía en la actualidad. Su artículo no fue publicado por la Academia hasta seis años más tarde, en 1795. Vega había mejorado la fórmula de John Machin de 1706:
{\displaystyle {\pi  \over 4}=4\arctan \left({1 \over 5}\right)-\arctan \left({1 \over 239}\right)}
con su fórmula, que es igual a la fórmula de Euler de 1755:
{\displaystyle {\pi  \over 4}=5\arctan \left({1 \over 7}\right)+2\arctan \left({3 \over 79}\right)\;,}
y que converge más rápido que la citada fórmula de Machin. Había comprobado su resultado con la similar fórmula de Hutton:
{\displaystyle {\pi  \over 4}=2\arctan \left({1 \over 3}\right)+\arctan \left({1 \over 7}\right)\;.}
Este procedimiento le había permitido desarrollar el segundo término de la serie (común a los dos procedimientos) solamente una vez.
Aunque trabajó en temas de balística, física y astronomía, sus principales contribuciones enriquecieron sobre todo las matemáticas de la segunda mitad del siglo XVIII.
En 1781 Vega intentó desarrollar su idea sobre el uso del sistema métrico decimal de unidades en el reino austríaco de los Habsburgo. Su propuesta no fue aceptada, pero fue introducida posteriormente bajo el emperador Francisco José I de Austria en 1871.
Vega fue miembro de la Universidad de Ciencias Aplicadas de Maguncia, de la Sociedad Física y Matemática de Érfurt, de la Sociedad Científica Bohemia de Praga y de la Academia Prusiana de Ciencias de Berlín. También fue miembro asociado de la Sociedad Científica Británica en Gotinga. Se le otorgó la Orden de María Teresa el 11 de mayo de 1796. En 1800 obtuvo un título de barón hereditario incluyendo el derecho a su propio escudo de armas.

## Eponimia
- El cráter lunar Vega lleva este nombre en su memoria.[4]